# Chang San-cheng
Chang San-cheng (chiń.: 張善政, pinyin: Zhāng Shànzhèng; ur. w 1954 roku) – były premier Republiki Chińskiej (Tajwanu).
Premier (przewodniczący Yuanu Wykonawczego) od 1 lutego do 20 maja 2016 roku (od 18 stycznia do 1 lutego 2016 roku był pełniącym obowiązki premiera).
W latach 2012–2014 był ministrem bez teki.  W 2014 roku był ministrem nauki i technologii. W latach 2014–2016 był wicepremierem.
W 2022 roku został wybrany burmistrzem Taoyuanu.